# 科里 (賓夕法尼亞州)

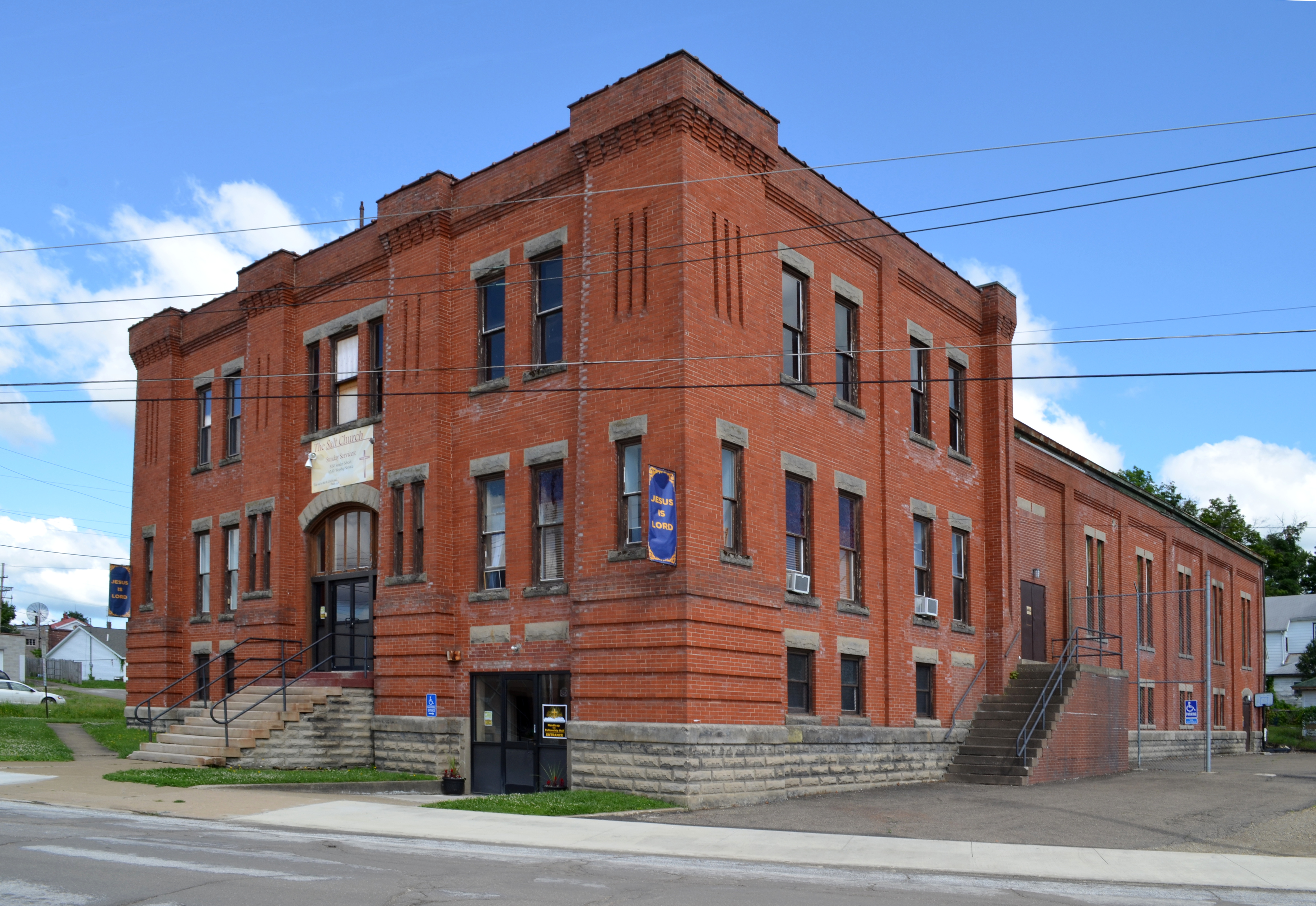
科里

科里（Corry）位於美國賓夕法尼亞州伊利縣，建立於1861年。19世紀末至20世紀初，科里以Climax蒸汽火車產地聞名。2020年有人口6,217人。